# Nicole Mballa-Mikolo
Nicole Mballa-Mikolo, née à Witzenhausen en Allemagne, est une journaliste et écrivaine camerouno-congolaise.

## Biographie
Nicole Mballa-Mikolo naît à Witzenhausen en Allemagne de parents camerounais,  grandit au Cameroun et poursuit ses études en France et au Japon, où elle étudie la communication et le journalisme. Elle collabore à Forbes Magazine, Daily Yomiuri Japan  et elle est correspondante du magazine panafricain Amina au Congo-Brazzaville depuis 1994. Elle est également responsable commerciale dans une multinationale française à Pointe-Noire au Congo. 
En 2016 elle publie un roman Les calebasses brisées qui raconte les relations amoureuses d'un couple entre modernité et tradition. En 2020, elle écrit un recueil de poésie, L'étoile est ma demeure,.  
Son roman, Le silence des infortunes, est récompensé par le prix Jean Malonga en 2024. Il explore les thèmes de la mondialisation et de l'impact du capitalisme sur les communautés africaines.

## Œuvres
- Le silence des infortunes, Pointe-Noire, Les Lettres mouchetées, 2024 (ISBN 9782487254053 et 248725405X, OCLC 1463918528, lire en ligne)
- L'étoile est ma demeure : poésie, Renaissance africaine, coll. « Collection Flammes vives », 2020, 208 p. (ISBN 978-2-38100-010-7 et 2381000100, OCLC 1258987337, BNF 46674307).
- Les calebasses brisées : roman, l'Harmattan, 2015, 150 p. (ISBN 978-2-343-07166-4 et 2343071667, OCLC 936572125, BNF 44480958, lire en ligne)[7].

## Prix et récompenses
- 2024 : lauréate du prix Jean Malonga[8].